# Xestaspis tumidula
Xestaspis tumidula là một loài nhện trong họ Oonopidae.
Loài này thuộc chi Xestaspis. Xestaspis tumidula được Eugène Simon miêu tả năm 1893.